# Ge för livet
Ge för livet, tidigare kallad Bröd till bröder, är en ekumenisk insamlingskanal för 500 församlingar inom Evangeliska Frikyrkan, Svenska Alliansmissionen och Svenska Baptistsamfundet.[källa behövs]
Insamlade medel går till socialt arbete i 25 länder i Afrika, Asien, Europa och Sydamerika.
Second hand-varorna säljs i butiker med namnet Bra & Begagnat som finns i Huskvarna, Norrköping, Hallsberg ("bra & begagnat Sydnärke") och Örebro.